# Wala
Wala (pełna nazwa Wala Heilmittel GmbH) - to założona przez Rudolfa Hauschka w 1935 roku firma, produkująca kosmetyki (około 100 różnych produktów) oraz maści (około 1000 różnych produktów). Nazwa Wala jest skrótem od Wärme – Asche, Licht – Asche, co oznacza: Ciepło - popiół, światło - popiół. Leki są wytwarzane zgodnie z zasadami antropozofii.
Produkty tej firmy dostępne są w około 30 krajach, w aptekach, niektóre produkty w sklepach. W Polsce dostępne są leki z polskimi ulotkami i opakowaniami.